# Estación Neox
Estación Neox es un espacio musical dedicado a los solistas y grupos musicales españoles del momento. Cada entrega cuenta con la actuación del grupo o solista que se trate en el programa y con entrevistas a estos, precedido por un vídeo que recorre la trayectoria del artista o banda musical. Se emite en las madrugadas de los domingos en Neox con la colaboración de Europa FM.

## Formato
Estación Neox es un monográfico sobre el solista o grupo musical invitado de la semana y arranca con un vídeo presentado por ellos mismos en el que recorren su trayectoria musical. Los invitados del programa pertenecen a cualquier estilo musical (pop, rock, indie, flamenco...). En el programa interpretan y graban en directo cinco temas de su repertorio. Además, entre la interpretación de cada tema, el espacio de Neox emite entrevistas en las que el solista o los integrantes de la banda musical explican su experiencia actual y nuevos proyectos de futuro.